# Scytodes vittata
Scytodes vittata là một loài nhện trong họ Scytodidae.
Loài này thuộc chi Scytodes. Scytodes vittata được Eugen von Keyserling miêu tả năm 1877.